# Каср-э-Комше
Каср-э-Комше́, или Каср-э-Гумише́, или Каср-и-Кумише́ (перс. قصرقمشه‎) — город на юге Ирана, в провинции Фарс. Входит в состав шахрестана  Шираз. По данным переписи, на 2006 год население составляло 10 890 человек.

## География
Город находится в центральной части Фарса, в горной местности юго-восточного Загроса, на высоте 1 756 метров над уровнем моря.
Каср-э-Комше расположен на расстоянии приблизительно 15 километров к северу от Шираза, административного центра провинции и на расстоянии 660 километров к юго-юго-востоку (SSE) от Тегерана, столицы страны.